# Riksdagen 1916
Riksdagen 1916 ägde rum i Stockholm.
Riksdagens kamrar sammanträdde i riksdagshuset den 15 januari 1916. Riksdagsarbetet inleddes ceremoniellt genom riksdagens högtidliga öppnande i rikssalen på Stockholms slott. Riksdagen avslutades den 15 juni 1916.